# Cantó de Saint-Haon-le-Châtel
El cantó de Saint-Haon-le-Châtel és un cantó francès del departament del Loira, situat al districte de Roanne. Té 12 municipis i el cap és Saint-Haon-le-Châtel.

## Municipis
- Ambierle
- Arcon
- Noailly
- Les Noës
- Renaison
- Saint-Alban-les-Eaux
- Saint-André-d'Apchon
- Saint-Germain-Lespinasse
- Saint-Haon-le-Châtel
- Saint-Haon-le-Vieux
- Saint-Rirand
- Saint-Romain-la-Motte

## Història
| Data d'elecció                           | Identitat       | Partit        | Qualitat |
| ---------------------------------------- | --------------- | ------------- | -------- |
| 1949-1961                                | M. Bonne        | RGR           |          |
| 1961-1985                                | M. Billard      | Divers droite |          |
| 1985-1998                                | Robert Barathon | RPR           |          |
| 1998-                                    | Jean Bartholin  | Divers gauche |          |
| les dades anteriors no són pas conegudes |                 |               |          |
|                                          |                 |               |          |

## Demografia
| A partir de 1990: Població sense dobles comptes |